# Solace (Xavier Rudd)
Solace è il quarto album di Xavier Rudd, pubblicato nel marzo del 2004.

## Tracce
1. Shelter – 3:49
2. 3 Degrees – 0:53
3. Let Me Be – 4:13
4. Solace – 5:01
5. G.B.A. – 4:35
6. In Transit – 1:31
7. Chances – 3:42
8. Journey Song – 2:41
9. A 4th World – 3:53
10. Yrra Kurl – 1:30
11. No Woman No Cry – 4:24
12. Things Meant to Be – 5:15
13. Partnership – 4:08
14. Green Spandex – 3:56